# Municipio de Aurora (Misuri)
El municipio de Aurora (en inglés: Aurora Township) es un municipio ubicado en el condado de Lawrence en el estado estadounidense de Misuri. En el año 2010 tenía una población de 9472 habitantes y una densidad poblacional de 95 personas por km².

## Geografía
El municipio de Aurora se encuentra ubicado en las coordenadas 36°59′27″N 93°43′21″O / 36.99083, -93.72250. Según la Oficina del Censo de los Estados Unidos, el municipio tiene una superficie total de 99.7 km², de la cual 99.33 km² corresponden a tierra firme y (0.38%) 0.38 km² es agua.

## Demografía
Según el censo de 2010, había 9472 personas residiendo en el municipio de Aurora. La densidad de población era de 95 hab./km². De los 9472 habitantes, el municipio de Aurora estaba compuesto por el 93.45% blancos, el 0.29% eran afroamericanos, el 0.74% eran amerindios, el 0.2% eran asiáticos, el 0.1% eran isleños del Pacífico, el 3.67% eran de otras razas y el 1.55% pertenecían a dos o más razas. Del total de la población el 6.3% eran hispanos o latinos de cualquier raza.